# Tour du Danemark 2001
Le Tour du Danemark 2001 est la 11e édition de cette course cycliste sur route masculine. La compétition a lieu du 14 au 18 août 2001 au Danemark. Tracée entre Thisted et Frederiksberg, l'épreuve est composée d'un total de six étapes en ligne dont un contre-la-montre .
La victoire au général revient à l'Anglais David Millar (Cofidis-Le Crédit par Téléphone), qui s'impose devant l'Estonien Jaan Kirsipuu (AG2R Prévoyance) et l'Italien Daniele Nardello (Mapei-Quick Step). Le classement par points est remporté par Kirsipuu et le classement de la montagne par l'Italien Paolo Valoti (Alessio). Millar remporte également le maillot du meilleur jeune, tandis que l'équipe danoise CSC-Tiscali s'assure la victoire au classement par équipes.

## Présentation

### Equipes
| Groupes sportifs I (9)- CSC-Tiscali - Mapei-Quick Step - Deutsche Telekom - Domo-Farm Frites-Latexco - Rabobank - Liquigas-Pata - Lotto-Adecco - Cofidis-Le Crédit par Téléphone - Team Coast-Buffalo Groupes sportifs II (5)- Alessio - AG2R Prévoyance - Bonjour - Phonak Hearing Systems - Fakta Groupe sportif III- Glud & Marstrand Horsens Équipe nationale- Danemark |
| |

## Étapes
| Étape     | Date    | Villes étapes            | type                        | Distance (km) | Vainqueur d'étape  | Leader du classement général |
| --------- | ------- | ------------------------ | --------------------------- | ------------- | ------------------ | ---------------------------- |
| 1re étape | 14 août | Thisted – Aalborg        | étape de plaine             | 200           | Danilo Hondo       | Danilo Hondo                 |
| 2e étape  | 15 août | Aalborg – Aarhus         | étape de plaine             | 193           | Niko Eeckhout      | Ralf Grabsch                 |
| 3e étape  | 16 août | Silkeborg – Odense       | étape de plaine             | 183           | Stefano Casagranda | Ralf Grabsch                 |
| 4e étape  | 17 août | Kerteminde – Køge        | étape de plaine             | 135           | Gorik Gardeyn      | Ralf Grabsch                 |
| 5e étape  | 17 août | Farum – Farum            | contre-la-montre individuel | 16,6          | David Millar       | David Millar                 |
| 6e étape  | 18 août | Hillerød – Frederiksberg | étape de plaine             | 150           | Jaan Kirsipuu      | David Millar                 |

## Déroulement de la course

### 1reétape
La première étape s'est déroulée le 14 août 2022 de Thisted à Aalborg, sur une distance de 200 km.
| \| Classement de l'étape \| Classement de l'étape \| Classement de l'étape \| Classement de l'étape \| Classement de l'étape \| \| Coureur \| Coureur \| Pays \| Équipe \| Temps \| \| --------------------- \| --------------------- \| --------------------- \| ------------------------ \| --------------------- \| \| 1er \| Danilo Hondo \| Allemagne \| Deutsche Telekom \| 4 h 34 min 04 s \| \| 2e \| Jaan Kirsipuu \| Estonie \| AG2R Prévoyance \| + 0 s \| \| 3e \| Endrio Leoni \| Italie \| Alessio \| + 0 s \| \| 4e \| Angelo Furlan \| Italie \| Alessio \| + 0 s \| \| 5e \| Piotr Wadecki \| Pologne \| Domo-Farm Frites-Latexco \| + 0 s \| \| 6e \| Jeroen Blijlevens \| Pays-Bas \| Lotto-Adecco \| + 0 s \| \| 7e \| Steven de Jongh \| Pays-Bas \| Rabobank \| + 0 s \| \| 8e \| Gerben Löwik \| Pays-Bas \| Rabobank \| + 0 s \| \| 9e \| François Simon \| France \| Bonjour \| + 0 s \| \| 10e \| Rolf Aldag \| Allemagne \| Deutsche Telekom \| + 0 s \| |                   |           |                          |                 |
| |                   |           |                          |                 |
| |                   |           |                          |                 |
| Classement de l'étape |                   |           |                          |                 |
| Coureur | Coureur           | Pays      | Équipe                   | Temps           |
| 1er | Danilo Hondo      | Allemagne | Deutsche Telekom         | 4 h 34 min 04 s |
| 2e | Jaan Kirsipuu     | Estonie   | AG2R Prévoyance          | + 0 s           |
| 3e | Endrio Leoni      | Italie    | Alessio                  | + 0 s           |
| 4e | Angelo Furlan     | Italie    | Alessio                  | + 0 s           |
| 5e | Piotr Wadecki     | Pologne   | Domo-Farm Frites-Latexco | + 0 s           |
| 6e | Jeroen Blijlevens | Pays-Bas  | Lotto-Adecco             | + 0 s           |
| 7e | Steven de Jongh   | Pays-Bas  | Rabobank                 | + 0 s           |
| 8e | Gerben Löwik      | Pays-Bas  | Rabobank                 | + 0 s           |
| 9e | François Simon    | France    | Bonjour                  | + 0 s           |
| 10e | Rolf Aldag        | Allemagne | Deutsche Telekom         | + 0 s           |

| \| Classement général \| Classement général \| Classement général \| Classement général \| Classement général \| \| Coureur \| Coureur \| Pays \| Équipe \| Temps \| \| ------------------ \| ------------------ \| ------------------ \| ------------------------ \| ------------------ \| \| 1er \| Danilo Hondo \| Allemagne \| Deutsche Telekom \| 4 h 33 min 54 s \| \| 2e \| Jaan Kirsipuu \| Estonie \| AG2R Prévoyance \| + 4 s \| \| 3e \| Endrio Leoni \| Italie \| Alessio \| + 6 s \| \| 4e \| Angelo Furlan \| Italie \| Alessio \| + 10 s \| \| 5e \| Piotr Wadecki \| Pologne \| Domo-Farm Frites-Latexco \| + 10 s \| \| 6e \| Jeroen Blijlevens \| Pays-Bas \| Lotto-Adecco \| + 10 s \| \| 7e \| Steven de Jongh \| Pays-Bas \| Rabobank \| + 10 s \| \| 8e \| Gerben Löwik \| Pays-Bas \| Rabobank \| + 10 s \| \| 9e \| François Simon \| France \| Bonjour \| + 10 s \| \| 10e \| Rolf Aldag \| Allemagne \| Deutsche Telekom \| + 10 s \| |                   |           |                          |                 |
| |                   |           |                          |                 |
| |                   |           |                          |                 |
| Classement général |                   |           |                          |                 |
| Coureur | Coureur           | Pays      | Équipe                   | Temps           |
| 1er | Danilo Hondo      | Allemagne | Deutsche Telekom         | 4 h 33 min 54 s |
| 2e | Jaan Kirsipuu     | Estonie   | AG2R Prévoyance          | + 4 s           |
| 3e | Endrio Leoni      | Italie    | Alessio                  | + 6 s           |
| 4e | Angelo Furlan     | Italie    | Alessio                  | + 10 s          |
| 5e | Piotr Wadecki     | Pologne   | Domo-Farm Frites-Latexco | + 10 s          |
| 6e | Jeroen Blijlevens | Pays-Bas  | Lotto-Adecco             | + 10 s          |
| 7e | Steven de Jongh   | Pays-Bas  | Rabobank                 | + 10 s          |
| 8e | Gerben Löwik      | Pays-Bas  | Rabobank                 | + 10 s          |
| 9e | François Simon    | France    | Bonjour                  | + 10 s          |
| 10e | Rolf Aldag        | Allemagne | Deutsche Telekom         | + 10 s          |

### 2eétape
La deuxième étape s'est déroulée le 15 août 2022 de Aalborg à Aarhus, sur une distance de 193 km.
| \| Classement de l'étape \| Classement de l'étape \| Classement de l'étape \| Classement de l'étape \| Classement de l'étape \| \| Coureur \| Coureur \| Pays \| Équipe \| Temps \| \| --------------------- \| --------------------- \| --------------------- \| --------------------- \| --------------------- \| \| 1er \| Niko Eeckhout \| Belgique \| Lotto-Adecco \| 4 h 37 min 09 s \| \| 2e \| Ralf Grabsch \| Allemagne \| Deutsche Telekom \| + 0 s \| \| 3e \| Nicolas Jalabert \| France \| CSC-Tiscali \| + 0 s \| \| 4e \| Paolo Valoti \| Italie \| Alessio \| + 0 s \| \| 5e \| Jakob Piil \| Danemark \| CSC-Tiscali \| + 0 s \| \| 6e \| Daniele Nardello \| Italie \| Mapei-Quick Step \| + 0 s \| \| 7e \| Morten Sonne \| Royaume du Danemark \| Fakta \| + 7 s \| \| 8e \| Mirko Marini \| Italie \| Liquigas-Pata \| + 23 s \| \| 9e \| Jean-Cyril Robin \| France \| Bonjour \| + 25 s \| \| 10e \| Andreas Klier \| Allemagne \| Deutsche Telekom \| + 25 s \| |                  |                     |                  |                 |
| |                  |                     |                  |                 |
| |                  |                     |                  |                 |
| Classement de l'étape |                  |                     |                  |                 |
| Coureur | Coureur          | Pays                | Équipe           | Temps           |
| 1er | Niko Eeckhout    | Belgique            | Lotto-Adecco     | 4 h 37 min 09 s |
| 2e | Ralf Grabsch     | Allemagne           | Deutsche Telekom | + 0 s           |
| 3e | Nicolas Jalabert | France              | CSC-Tiscali      | + 0 s           |
| 4e | Paolo Valoti     | Italie              | Alessio          | + 0 s           |
| 5e | Jakob Piil       | Danemark            | CSC-Tiscali      | + 0 s           |
| 6e | Daniele Nardello | Italie              | Mapei-Quick Step | + 0 s           |
| 7e | Morten Sonne     | Royaume du Danemark | Fakta            | + 7 s           |
| 8e | Mirko Marini     | Italie              | Liquigas-Pata    | + 23 s          |
| 9e | Jean-Cyril Robin | France              | Bonjour          | + 25 s          |
| 10e | Andreas Klier    | Allemagne           | Deutsche Telekom | + 25 s          |

| \| Classement général \| Classement général \| Classement général \| Classement général \| Classement général \| \| Coureur \| Coureur \| Pays \| Équipe \| Temps \| \| ------------------ \| ------------------ \| ------------------- \| ------------------ \| ------------------ \| \| 1er \| Ralf Grabsch \| Allemagne \| Deutsche Telekom \| 9 h 11 min 07 s \| \| 2e \| Nicolas Jalabert \| France \| CSC-Tiscali \| + 2 s \| \| 3e \| Paolo Valoti \| Italie \| Alessio \| + 3 s \| \| 4e \| Jakob Piil \| Danemark \| CSC-Tiscali \| + 6 s \| \| 5e \| Daniele Nardello \| Italie \| Mapei-Quick Step \| + 6 s \| \| 6e \| Morten Sonne \| Royaume du Danemark \| Fakta \| + 13 s \| \| 7e \| Jaan Kirsipuu \| Estonie \| AG2R Prévoyance \| + 27 s \| \| 8e \| Niko Eeckhout \| Belgique \| Lotto-Adecco \| + 27 s \| \| 9e \| Angelo Furlan \| Italie \| Alessio \| + 29 s \| \| 10e \| Frank Høj \| Danemark \| Team Coast-Buffalo \| + 29 s \| |                  |                     |                    |                 |
| |                  |                     |                    |                 |
| |                  |                     |                    |                 |
| Classement général |                  |                     |                    |                 |
| Coureur | Coureur          | Pays                | Équipe             | Temps           |
| 1er | Ralf Grabsch     | Allemagne           | Deutsche Telekom   | 9 h 11 min 07 s |
| 2e | Nicolas Jalabert | France              | CSC-Tiscali        | + 2 s           |
| 3e | Paolo Valoti     | Italie              | Alessio            | + 3 s           |
| 4e | Jakob Piil       | Danemark            | CSC-Tiscali        | + 6 s           |
| 5e | Daniele Nardello | Italie              | Mapei-Quick Step   | + 6 s           |
| 6e | Morten Sonne     | Royaume du Danemark | Fakta              | + 13 s          |
| 7e | Jaan Kirsipuu    | Estonie             | AG2R Prévoyance    | + 27 s          |
| 8e | Niko Eeckhout    | Belgique            | Lotto-Adecco       | + 27 s          |
| 9e | Angelo Furlan    | Italie              | Alessio            | + 29 s          |
| 10e | Frank Høj        | Danemark            | Team Coast-Buffalo | + 29 s          |

### 3eétape
La troisième étape s'est déroulée le 16 août 2022 de Silkeborg à Odense, sur une distance de 183 km.
| \| Classement de l'étape \| Classement de l'étape \| Classement de l'étape \| Classement de l'étape \| Classement de l'étape \| \| Coureur \| Coureur \| Pays \| Équipe \| Temps \| \| --------------------- \| --------------------- \| --------------------- \| ------------------------ \| --------------------- \| \| 1er \| Stefano Casagranda \| Italie \| Alessio \| 4 h 15 min 38 s \| \| 2e \| Daniele Contrini \| Italie \| Liquigas-Pata \| + 11 s \| \| 3e \| Robbie McEwen \| Australie \| Domo-Farm Frites-Latexco \| + 20 s \| \| 4e \| Marco Zanotti \| Italie \| Liquigas-Pata \| + 20 s \| \| 5e \| Angelo Furlan \| Italie \| Alessio \| + 20 s \| \| 6e \| François Simon \| France \| Bonjour \| + 20 s \| \| 7e \| Jaan Kirsipuu \| Estonie \| AG2R Prévoyance \| + 20 s \| \| 8e \| Alberto Vinale \| Italie \| Alessio \| + 20 s \| \| 9e \| Lars Michaelsen \| Danemark \| Team Coast-Buffalo \| + 20 s \| \| 10e \| Niko Eeckhout \| Belgique \| Lotto-Adecco \| + 20 s \| |                    |           |                          |                 |
| |                    |           |                          |                 |
| |                    |           |                          |                 |
| Classement de l'étape |                    |           |                          |                 |
| Coureur | Coureur            | Pays      | Équipe                   | Temps           |
| 1er | Stefano Casagranda | Italie    | Alessio                  | 4 h 15 min 38 s |
| 2e | Daniele Contrini   | Italie    | Liquigas-Pata            | + 11 s          |
| 3e | Robbie McEwen      | Australie | Domo-Farm Frites-Latexco | + 20 s          |
| 4e | Marco Zanotti      | Italie    | Liquigas-Pata            | + 20 s          |
| 5e | Angelo Furlan      | Italie    | Alessio                  | + 20 s          |
| 6e | François Simon     | France    | Bonjour                  | + 20 s          |
| 7e | Jaan Kirsipuu      | Estonie   | AG2R Prévoyance          | + 20 s          |
| 8e | Alberto Vinale     | Italie    | Alessio                  | + 20 s          |
| 9e | Lars Michaelsen    | Danemark  | Team Coast-Buffalo       | + 20 s          |
| 10e | Niko Eeckhout      | Belgique  | Lotto-Adecco             | + 20 s          |

| \| Classement général \| Classement général \| Classement général \| Classement général \| Classement général \| \| Coureur \| Coureur \| Pays \| Équipe \| Temps \| \| ------------------ \| ------------------ \| ------------------- \| ------------------ \| ------------------ \| \| 1er \| Ralf Grabsch \| Allemagne \| Deutsche Telekom \| 13 h 27 min 10 s \| \| 2e \| Nicolas Jalabert \| France \| CSC-Tiscali \| + 2 s \| \| 3e \| Paolo Valoti \| Italie \| Alessio \| + 3 s \| \| 4e \| Jakob Piil \| Danemark \| CSC-Tiscali \| + 6 s \| \| 5e \| Daniele Nardello \| Italie \| Mapei-Quick Step \| + 6 s \| \| 6e \| Morten Sonne \| Royaume du Danemark \| Fakta \| + 13 s \| \| 7e \| Jaan Kirsipuu \| Estonie \| AG2R Prévoyance \| + 22 s \| \| 8e \| Niko Eeckhout \| Belgique \| Lotto-Adecco \| + 22 s \| \| 9e \| Angelo Furlan \| Italie \| Alessio \| + 23 s \| \| 10e \| Lars Michaelsen \| Danemark \| Team Coast-Buffalo \| + 26 s \| |                  |                     |                    |                  |
| |                  |                     |                    |                  |
| |                  |                     |                    |                  |
| Classement général |                  |                     |                    |                  |
| Coureur | Coureur          | Pays                | Équipe             | Temps            |
| 1er | Ralf Grabsch     | Allemagne           | Deutsche Telekom   | 13 h 27 min 10 s |
| 2e | Nicolas Jalabert | France              | CSC-Tiscali        | + 2 s            |
| 3e | Paolo Valoti     | Italie              | Alessio            | + 3 s            |
| 4e | Jakob Piil       | Danemark            | CSC-Tiscali        | + 6 s            |
| 5e | Daniele Nardello | Italie              | Mapei-Quick Step   | + 6 s            |
| 6e | Morten Sonne     | Royaume du Danemark | Fakta              | + 13 s           |
| 7e | Jaan Kirsipuu    | Estonie             | AG2R Prévoyance    | + 22 s           |
| 8e | Niko Eeckhout    | Belgique            | Lotto-Adecco       | + 22 s           |
| 9e | Angelo Furlan    | Italie              | Alessio            | + 23 s           |
| 10e | Lars Michaelsen  | Danemark            | Team Coast-Buffalo | + 26 s           |

### 4eétape
La quatrième étape s'est déroulée le 17 août 2022 de Kerteminde à Køge, sur une distance de 135 km.
| \| Classement de l'étape \| Classement de l'étape \| Classement de l'étape \| Classement de l'étape \| Classement de l'étape \| \| Coureur \| Coureur \| Pays \| Équipe \| Temps \| \| --------------------- \| --------------------- \| --------------------- \| ------------------------ \| --------------------- \| \| 1er \| Gorik Gardeyn \| Belgique \| Lotto-Adecco \| 2 h 50 min 24 s \| \| 2e \| Robbie McEwen \| Australie \| Domo-Farm Frites-Latexco \| + 0 s \| \| 3e \| Marco Zanotti \| Italie \| Liquigas-Pata \| + 0 s \| \| 4e \| Danilo Hondo \| Allemagne \| Deutsche Telekom \| + 0 s \| \| 5e \| Crescenzo D'Amore \| Italie \| Mapei-Quick Step \| + 0 s \| \| 6e \| Frank Høj \| Danemark \| Team Coast-Buffalo \| + 0 s \| \| 7e \| François Simon \| France \| Bonjour \| + 0 s \| \| 8e \| Endrio Leoni \| Italie \| Alessio \| + 0 s \| \| 9e \| Olivier Perraudeau \| France \| Bonjour \| + 0 s \| \| 10e \| Davide Casarotto \| Italie \| Alessio \| + 0 s \| |                    |           |                          |                 |
| |                    |           |                          |                 |
| |                    |           |                          |                 |
| Classement de l'étape |                    |           |                          |                 |
| Coureur | Coureur            | Pays      | Équipe                   | Temps           |
| 1er | Gorik Gardeyn      | Belgique  | Lotto-Adecco             | 2 h 50 min 24 s |
| 2e | Robbie McEwen      | Australie | Domo-Farm Frites-Latexco | + 0 s           |
| 3e | Marco Zanotti      | Italie    | Liquigas-Pata            | + 0 s           |
| 4e | Danilo Hondo       | Allemagne | Deutsche Telekom         | + 0 s           |
| 5e | Crescenzo D'Amore  | Italie    | Mapei-Quick Step         | + 0 s           |
| 6e | Frank Høj          | Danemark  | Team Coast-Buffalo       | + 0 s           |
| 7e | François Simon     | France    | Bonjour                  | + 0 s           |
| 8e | Endrio Leoni       | Italie    | Alessio                  | + 0 s           |
| 9e | Olivier Perraudeau | France    | Bonjour                  | + 0 s           |
| 10e | Davide Casarotto   | Italie    | Alessio                  | + 0 s           |

| \| Classement général \| Classement général \| Classement général \| Classement général \| Classement général \| \| Coureur \| Coureur \| Pays \| Équipe \| Temps \| \| ------------------ \| ------------------ \| ------------------- \| ------------------ \| ------------------ \| \| 1er \| Ralf Grabsch \| Allemagne \| Deutsche Telekom \| 16 h 17 min 34 s \| \| 2e \| Nicolas Jalabert \| France \| CSC-Tiscali \| + 2 s \| \| 3e \| Paolo Valoti \| Italie \| Alessio \| + 3 s \| \| 4e \| Jakob Piil \| Danemark \| CSC-Tiscali \| + 6 s \| \| 5e \| Daniele Nardello \| Italie \| Mapei-Quick Step \| + 6 s \| \| 6e \| Morten Sonne \| Royaume du Danemark \| Fakta \| + 13 s \| \| 7e \| Jaan Kirsipuu \| Estonie \| AG2R Prévoyance \| + 22 s \| \| 8e \| Niko Eeckhout \| Belgique \| Lotto-Adecco \| + 22 s \| \| 9e \| Angelo Furlan \| Italie \| Alessio \| + 23 s \| \| 10e \| Lars Michaelsen \| Danemark \| Team Coast-Buffalo \| + 25 s \| |                  |                     |                    |                  |
| |                  |                     |                    |                  |
| |                  |                     |                    |                  |
| Classement général |                  |                     |                    |                  |
| Coureur | Coureur          | Pays                | Équipe             | Temps            |
| 1er | Ralf Grabsch     | Allemagne           | Deutsche Telekom   | 16 h 17 min 34 s |
| 2e | Nicolas Jalabert | France              | CSC-Tiscali        | + 2 s            |
| 3e | Paolo Valoti     | Italie              | Alessio            | + 3 s            |
| 4e | Jakob Piil       | Danemark            | CSC-Tiscali        | + 6 s            |
| 5e | Daniele Nardello | Italie              | Mapei-Quick Step   | + 6 s            |
| 6e | Morten Sonne     | Royaume du Danemark | Fakta              | + 13 s           |
| 7e | Jaan Kirsipuu    | Estonie             | AG2R Prévoyance    | + 22 s           |
| 8e | Niko Eeckhout    | Belgique            | Lotto-Adecco       | + 22 s           |
| 9e | Angelo Furlan    | Italie              | Alessio            | + 23 s           |
| 10e | Lars Michaelsen  | Danemark            | Team Coast-Buffalo | + 25 s           |

### 5eétape
La cinquième étape s'est déroulée le 17 août 2022 de Farum à Farum, sur une distance de 16,6 km.
| \| Classement de l'étape \| Classement de l'étape \| Classement de l'étape \| Classement de l'étape \| Classement de l'étape \| \| Coureur \| Coureur \| Pays \| Équipe \| Temps \| \| --------------------- \| --------------------- \| --------------------- \| ------------------------------- \| --------------------- \| \| 1er \| David Millar \| Royaume-Uni \| Cofidis-Le Crédit par Téléphone \| 19 min 50 s \| \| 2e \| Serhiy Honchar \| Ukraine \| Liquigas-Pata \| + 2 s \| \| 3e \| Jaan Kirsipuu \| Estonie \| AG2R Prévoyance \| + 31 s \| \| 4e \| Jørgen Bo Petersen \| Danemark \| Fakta \| + 33 s \| \| 5e \| Daniele Nardello \| Italie \| Mapei-Quick Step \| + 45 s \| \| 6e \| Servais Knaven \| Pays-Bas \| Domo-Farm Frites-Latexco \| + 47 s \| \| 7e \| Frank Høj \| Danemark \| Team Coast-Buffalo \| + 55 s \| \| 8e \| Marcus Ljungqvist \| Suède \| Fakta \| + 57 s \| \| 9e \| Mirko Marini \| Italie \| Liquigas-Pata \| + 1 min 01 s \| \| 10e \| Rolf Sørensen \| Danemark \| CSC-Tiscali \| + 1 min 06 s \| |                    |             |                                 |              |
| |                    |             |                                 |              |
| |                    |             |                                 |              |
| Classement de l'étape |                    |             |                                 |              |
| Coureur | Coureur            | Pays        | Équipe                          | Temps        |
| 1er | David Millar       | Royaume-Uni | Cofidis-Le Crédit par Téléphone | 19 min 50 s  |
| 2e | Serhiy Honchar     | Ukraine     | Liquigas-Pata                   | + 2 s        |
| 3e | Jaan Kirsipuu      | Estonie     | AG2R Prévoyance                 | + 31 s       |
| 4e | Jørgen Bo Petersen | Danemark    | Fakta                           | + 33 s       |
| 5e | Daniele Nardello   | Italie      | Mapei-Quick Step                | + 45 s       |
| 6e | Servais Knaven     | Pays-Bas    | Domo-Farm Frites-Latexco        | + 47 s       |
| 7e | Frank Høj          | Danemark    | Team Coast-Buffalo              | + 55 s       |
| 8e | Marcus Ljungqvist  | Suède       | Fakta                           | + 57 s       |
| 9e | Mirko Marini       | Italie      | Liquigas-Pata                   | + 1 min 01 s |
| 10e | Rolf Sørensen      | Danemark    | CSC-Tiscali                     | + 1 min 06 s |

| \| Classement général \| Classement général \| Classement général \| Classement général \| Classement général \| \| Coureur \| Coureur \| Pays \| Équipe \| Temps \| \| ------------------ \| ------------------ \| ------------------ \| ------------------------------- \| ------------------ \| \| 1er \| David Millar \| Royaume-Uni \| Cofidis-Le Crédit par Téléphone \| 16 h 37 min 57 s \| \| 2e \| Daniele Nardello \| Italie \| Mapei-Quick Step \| + 18 s \| \| 3e \| Jaan Kirsipuu \| Estonie \| AG2R Prévoyance \| + 20 s \| \| 4e \| Servais Knaven \| Pays-Bas \| Domo-Farm Frites-Latexco \| + 47 s \| \| 5e \| Jakob Piil \| Danemark \| CSC-Tiscali \| + 49 s \| \| 6e \| Frank Høj \| Danemark \| Team Coast-Buffalo \| + 51 s \| \| 7e \| Nicolas Jalabert \| France \| CSC-Tiscali \| + 54 s \| \| 8e \| Paolo Valoti \| Italie \| Alessio \| + 1 min 09 s \| \| 9e \| Niko Eeckhout \| Belgique \| Lotto-Adecco \| + 1 min 11 s \| \| 10e \| Marcus Ljungqvist \| Suède \| Fakta \| + 1 min 17 s \| |                   |             |                                 |                  |
| |                   |             |                                 |                  |
| |                   |             |                                 |                  |
| Classement général |                   |             |                                 |                  |
| Coureur | Coureur           | Pays        | Équipe                          | Temps            |
| 1er | David Millar      | Royaume-Uni | Cofidis-Le Crédit par Téléphone | 16 h 37 min 57 s |
| 2e | Daniele Nardello  | Italie      | Mapei-Quick Step                | + 18 s           |
| 3e | Jaan Kirsipuu     | Estonie     | AG2R Prévoyance                 | + 20 s           |
| 4e | Servais Knaven    | Pays-Bas    | Domo-Farm Frites-Latexco        | + 47 s           |
| 5e | Jakob Piil        | Danemark    | CSC-Tiscali                     | + 49 s           |
| 6e | Frank Høj         | Danemark    | Team Coast-Buffalo              | + 51 s           |
| 7e | Nicolas Jalabert  | France      | CSC-Tiscali                     | + 54 s           |
| 8e | Paolo Valoti      | Italie      | Alessio                         | + 1 min 09 s     |
| 9e | Niko Eeckhout     | Belgique    | Lotto-Adecco                    | + 1 min 11 s     |
| 10e | Marcus Ljungqvist | Suède       | Fakta                           | + 1 min 17 s     |

### 6eétape
La sixième étape s'est déroulée le 18 août 2022 de Hillerød à Frederiksberg, sur une distance de 150 km.
| \| Classement de l'étape \| Classement de l'étape \| Classement de l'étape \| Classement de l'étape \| Classement de l'étape \| \| Coureur \| Coureur \| Pays \| Équipe \| Temps \| \| --------------------- \| --------------------- \| --------------------- \| ------------------------ \| --------------------- \| \| 1er \| Jaan Kirsipuu \| Estonie \| AG2R Prévoyance \| 3 h 19 min 06 s \| \| 2e \| Endrio Leoni \| Italie \| Alessio \| + 0 s \| \| 3e \| Robbie McEwen \| Australie \| Domo-Farm Frites-Latexco \| + 0 s \| \| 4e \| Marco Zanotti \| Italie \| Liquigas-Pata \| + 0 s \| \| 5e \| Giancarlo Raimondi \| Italie \| Liquigas-Pata \| + 0 s \| \| 6e \| Danilo Hondo \| Allemagne \| Deutsche Telekom \| + 0 s \| \| 7e \| Kurt Asle Arvesen \| Norvège \| Fakta \| + 0 s \| \| 8e \| Niko Eeckhout \| Belgique \| Lotto-Adecco \| + 0 s \| \| 9e \| François Simon \| France \| Bonjour \| + 0 s \| \| 10e \| Olivier Perraudeau \| France \| Bonjour \| + 0 s \| |                    |           |                          |                 |
| |                    |           |                          |                 |
| |                    |           |                          |                 |
| Classement de l'étape |                    |           |                          |                 |
| Coureur | Coureur            | Pays      | Équipe                   | Temps           |
| 1er | Jaan Kirsipuu      | Estonie   | AG2R Prévoyance          | 3 h 19 min 06 s |
| 2e | Endrio Leoni       | Italie    | Alessio                  | + 0 s           |
| 3e | Robbie McEwen      | Australie | Domo-Farm Frites-Latexco | + 0 s           |
| 4e | Marco Zanotti      | Italie    | Liquigas-Pata            | + 0 s           |
| 5e | Giancarlo Raimondi | Italie    | Liquigas-Pata            | + 0 s           |
| 6e | Danilo Hondo       | Allemagne | Deutsche Telekom         | + 0 s           |
| 7e | Kurt Asle Arvesen  | Norvège   | Fakta                    | + 0 s           |
| 8e | Niko Eeckhout      | Belgique  | Lotto-Adecco             | + 0 s           |
| 9e | François Simon     | France    | Bonjour                  | + 0 s           |
| 10e | Olivier Perraudeau | France    | Bonjour                  | + 0 s           |

## Classements finals

### Classement général[1]
| \| Classement général \| Classement général \| Classement général \| Classement général \| Classement général \| \| Coureur \| Coureur \| Pays \| Équipe \| Temps \| \| ------------------ \| ------------------ \| ------------------ \| ------------------------------- \| ------------------ \| \| 1er \| David Millar \| Royaume-Uni \| Cofidis-Le Crédit par Téléphone \| 19 h 57 min 03 s \| \| 2e \| Jaan Kirsipuu \| Estonie \| AG2R Prévoyance \| + 7 s \| \| 3e \| Daniele Nardello \| Italie \| Mapei-Quick Step \| + 18 s \| \| 4e \| Servais Knaven \| Pays-Bas \| Domo-Farm Frites-Latexco \| + 47 s \| \| 5e \| Jakob Piil \| Danemark \| CSC-Tiscali \| + 49 s \| \| 6e \| Frank Høj \| Danemark \| Team Coast-Buffalo \| + 50 s \| \| 7e \| Nicolas Jalabert \| France \| CSC-Tiscali \| + 54 s \| \| 8e \| Paolo Valoti \| Italie \| Alessio \| + 1 min 09 s \| \| 9e \| Niko Eeckhout \| Belgique \| Lotto-Adecco \| + 1 min 11 s \| \| 10e \| Marcus Ljungqvist \| Suède \| Fakta \| + 1 min 17 s \| |                   |             |                                 |                  |
| |                   |             |                                 |                  |
| |                   |             |                                 |                  |
| Classement général |                   |             |                                 |                  |
| Coureur | Coureur           | Pays        | Équipe                          | Temps            |
| 1er | David Millar      | Royaume-Uni | Cofidis-Le Crédit par Téléphone | 19 h 57 min 03 s |
| 2e | Jaan Kirsipuu     | Estonie     | AG2R Prévoyance                 | + 7 s            |
| 3e | Daniele Nardello  | Italie      | Mapei-Quick Step                | + 18 s           |
| 4e | Servais Knaven    | Pays-Bas    | Domo-Farm Frites-Latexco        | + 47 s           |
| 5e | Jakob Piil        | Danemark    | CSC-Tiscali                     | + 49 s           |
| 6e | Frank Høj         | Danemark    | Team Coast-Buffalo              | + 50 s           |
| 7e | Nicolas Jalabert  | France      | CSC-Tiscali                     | + 54 s           |
| 8e | Paolo Valoti      | Italie      | Alessio                         | + 1 min 09 s     |
| 9e | Niko Eeckhout     | Belgique    | Lotto-Adecco                    | + 1 min 11 s     |
| 10e | Marcus Ljungqvist | Suède       | Fakta                           | + 1 min 17 s     |

| Classement par points | Classement par points | Classement par points | Classement par points    | Classement par points |
| Coureur               | Coureur               | Pays                  | Équipe                   | Points                |
| --------------------- | --------------------- | --------------------- | ------------------------ | --------------------- |
| 1er                   | Jaan Kirsipuu         | Estonie               | AG2R Prévoyance          | 48 pts                |
| 2e                    | Robbie McEwen         | Australie             | Domo-Farm Frites-Latexco | 32 pts                |
| 3e                    | Angelo Furlan         | Italie                | Alessio                  | 32 pts                |
| 4e                    | Danilo Hondo          | Allemagne             | Deutsche Telekom         | 31 pts                |
| 5e                    | Endrio Leoni          | Italie                | Alessio                  | 28 pts                |
| 6e                    | Marco Zanotti         | Italie                | Liquigas-Pata            | 28 pts                |
| 7e                    | Niko Eeckhout         | Belgique              | Lotto-Adecco             | 23 pts                |
| 8e                    | Stefano Casagranda    | Italie                | Alessio                  | 23 pts                |
| 9e                    | Frank Høj             | Danemark              | Team Coast-Buffalo       | 23 pts                |
| 10e                   | François Simon        | France                | Bonjour                  | 21 pts                |

| Classement par points | Classement par points | Classement par points | Classement par points    | Classement par points |
| Coureur               | Coureur               | Pays                  | Équipe                   | Points                |
| --------------------- | --------------------- | --------------------- | ------------------------ | --------------------- |
| 1er                   | Jaan Kirsipuu         | Estonie               | AG2R Prévoyance          | 48 pts                |
| 2e                    | Robbie McEwen         | Australie             | Domo-Farm Frites-Latexco | 32 pts                |
| 3e                    | Angelo Furlan         | Italie                | Alessio                  | 32 pts                |
| 4e                    | Danilo Hondo          | Allemagne             | Deutsche Telekom         | 31 pts                |
| 5e                    | Endrio Leoni          | Italie                | Alessio                  | 28 pts                |
| 6e                    | Marco Zanotti         | Italie                | Liquigas-Pata            | 28 pts                |
| 7e                    | Niko Eeckhout         | Belgique              | Lotto-Adecco             | 23 pts                |
| 8e                    | Stefano Casagranda    | Italie                | Alessio                  | 23 pts                |
| 9e                    | Frank Høj             | Danemark              | Team Coast-Buffalo       | 23 pts                |
| 10e                   | François Simon        | France                | Bonjour                  | 21 pts                |

| Classement de la montagne | Classement de la montagne | Classement de la montagne | Classement de la montagne | Classement de la montagne |
| Coureur                   | Coureur                   | Pays                      | Équipe                    | Points                    |
| ------------------------- | ------------------------- | ------------------------- | ------------------------- | ------------------------- |
| 1er                       | Paolo Valoti              | Italie                    | Alessio                   | 37 pts                    |
| 2e                        | Morten Sonne              | Royaume du Danemark       | Fakta                     | 14 pts                    |
| 3e                        | Ludovic Capelle           | Belgique                  | AG2R Prévoyance           | 7 pts                     |
| 4e                        | Stefano Casagranda        | Italie                    | Alessio                   | 7 pts                     |
| 5e                        | Jean-Cyril Robin          | France                    | Bonjour                   | 7 pts                     |
| 6e                        | Michael Blaudzun          | Danemark                  | CSC-Tiscali               | 6 pts                     |
| 7e                        | Lars Bak                  | Danemark                  | Danemark                  | 5 pts                     |
| 8e                        | Alberto Vinale            | Italie                    | Alessio                   | 5 pts                     |
| 9e                        | Michael Sandstød          | Danemark                  | CSC-Tiscali               | 5 pts                     |
| 10e                       | Nicolas Jalabert          | France                    | CSC-Tiscali               | 5 pts                     |

| Classement de la montagne | Classement de la montagne | Classement de la montagne | Classement de la montagne | Classement de la montagne |
| Coureur                   | Coureur                   | Pays                      | Équipe                    | Points                    |
| ------------------------- | ------------------------- | ------------------------- | ------------------------- | ------------------------- |
| 1er                       | Paolo Valoti              | Italie                    | Alessio                   | 37 pts                    |
| 2e                        | Morten Sonne              | Royaume du Danemark       | Fakta                     | 14 pts                    |
| 3e                        | Ludovic Capelle           | Belgique                  | AG2R Prévoyance           | 7 pts                     |
| 4e                        | Stefano Casagranda        | Italie                    | Alessio                   | 7 pts                     |
| 5e                        | Jean-Cyril Robin          | France                    | Bonjour                   | 7 pts                     |
| 6e                        | Michael Blaudzun          | Danemark                  | CSC-Tiscali               | 6 pts                     |
| 7e                        | Lars Bak                  | Danemark                  | Danemark                  | 5 pts                     |
| 8e                        | Alberto Vinale            | Italie                    | Alessio                   | 5 pts                     |
| 9e                        | Michael Sandstød          | Danemark                  | CSC-Tiscali               | 5 pts                     |
| 10e                       | Nicolas Jalabert          | France                    | CSC-Tiscali               | 5 pts                     |

| Classement du meilleur jeune | Classement du meilleur jeune | Classement du meilleur jeune | Classement du meilleur jeune    | Classement du meilleur jeune |
| Coureur                      | Coureur                      | Pays                         | Équipe                          | Temps                        |
| ---------------------------- | ---------------------------- | ---------------------------- | ------------------------------- | ---------------------------- |
| 1er                          | David Millar                 | Royaume-Uni                  | Cofidis-Le Crédit par Téléphone | 19 h 57 min 03 s             |
| 2e                           | Angelo Furlan                | Italie                       | Alessio                         | + 1 min 22 s                 |
| 3e                           | Graziano Gasparre            | Italie                       | Mapei-Quick Step                | + 14 min 20 s                |
| 4e                           | Karel Vereecke               | Belgique                     | Domo-Farm Frites-Latexco        | + 18 min 47 s                |
| 5e                           | Linas Balčiūnas              | Lituanie                     | AG2R Prévoyance                 | + 31 min 28 s                |
| 6e                           | Gerben Löwik                 | Pays-Bas                     | Rabobank                        | + 32 min 15 s                |
| 7e                           | David Derepas                | France                       | Phonak Hearing Systems          | + 32 min 17 s                |
| 8e                           | Alberto Vinale               | Italie                       | Alessio                         | + 33 min 05 s                |
| 9e                           | Jacob Nielsen                | Danemark                     | Glud & Marstrand Horsens        | + 34 min 06 s                |
| 10e                          | Lasse Siggaard               | Royaume du Danemark          | Danemark                        | + 34 min 13 s                |

| Classement du meilleur jeune | Classement du meilleur jeune | Classement du meilleur jeune | Classement du meilleur jeune    | Classement du meilleur jeune |
| Coureur                      | Coureur                      | Pays                         | Équipe                          | Temps                        |
| ---------------------------- | ---------------------------- | ---------------------------- | ------------------------------- | ---------------------------- |
| 1er                          | David Millar                 | Royaume-Uni                  | Cofidis-Le Crédit par Téléphone | 19 h 57 min 03 s             |
| 2e                           | Angelo Furlan                | Italie                       | Alessio                         | + 1 min 22 s                 |
| 3e                           | Graziano Gasparre            | Italie                       | Mapei-Quick Step                | + 14 min 20 s                |
| 4e                           | Karel Vereecke               | Belgique                     | Domo-Farm Frites-Latexco        | + 18 min 47 s                |
| 5e                           | Linas Balčiūnas              | Lituanie                     | AG2R Prévoyance                 | + 31 min 28 s                |
| 6e                           | Gerben Löwik                 | Pays-Bas                     | Rabobank                        | + 32 min 15 s                |
| 7e                           | David Derepas                | France                       | Phonak Hearing Systems          | + 32 min 17 s                |
| 8e                           | Alberto Vinale               | Italie                       | Alessio                         | + 33 min 05 s                |
| 9e                           | Jacob Nielsen                | Danemark                     | Glud & Marstrand Horsens        | + 34 min 06 s                |
| 10e                          | Lasse Siggaard               | Royaume du Danemark          | Danemark                        | + 34 min 13 s                |

| Classement par équipes | Classement par équipes   | Classement par équipes | Classement par équipes |
| Équipe                 | Équipe                   | Pays                   | Temps                  |
| ---------------------- | ------------------------ | ---------------------- | ---------------------- |
| 1re                    | CSC-Tiscali              | Danemark               | 59 h 54 min 09 s       |
| 2e                     | Alessio                  | Italie                 | + 12 s                 |
| 3e                     | Fakta                    | Danemark               | + 15 s                 |
| 4e                     | Deutsche Telekom         | Allemagne              | + 19 s                 |
| 5e                     | Team Coast-Buffalo       | Allemagne              | + 10 min 18 s          |
| 6e                     | AG2R Prévoyance          | France                 | + 29 min 57 s          |
| 7e                     | Danemark                 | Danemark               | + 33 min 31 s          |
| 8e                     | Domo-Farm Frites-Latexco | Belgique               | + 34 min 56 s          |
| 9e                     | Mapei-Quick Step         | Italie                 | + 43 min 03 s          |
| 10e                    | Liquigas-Pata            | Italie                 | + 44 min 57 s          |

| Classement par équipes | Classement par équipes   | Classement par équipes | Classement par équipes |
| Équipe                 | Équipe                   | Pays                   | Temps                  |
| ---------------------- | ------------------------ | ---------------------- | ---------------------- |
| 1re                    | CSC-Tiscali              | Danemark               | 59 h 54 min 09 s       |
| 2e                     | Alessio                  | Italie                 | + 12 s                 |
| 3e                     | Fakta                    | Danemark               | + 15 s                 |
| 4e                     | Deutsche Telekom         | Allemagne              | + 19 s                 |
| 5e                     | Team Coast-Buffalo       | Allemagne              | + 10 min 18 s          |
| 6e                     | AG2R Prévoyance          | France                 | + 29 min 57 s          |
| 7e                     | Danemark                 | Danemark               | + 33 min 31 s          |
| 8e                     | Domo-Farm Frites-Latexco | Belgique               | + 34 min 56 s          |
| 9e                     | Mapei-Quick Step         | Italie                 | + 43 min 03 s          |
| 10e                    | Liquigas-Pata            | Italie                 | + 44 min 57 s          |

## Évolution des classements
| Étape            | Vainqueur          | Classement général | Classement par points | Classement de la montagne [[Fichier:\|20px\|class=noviewer\|]] | Classement du meilleur jeune | Classement par équipes |
| ---------------- | ------------------ | ------------------ | --------------------- | -------------------------------------------------------------- | ---------------------------- | ---------------------- |
| 1                | Danilo Hondo       | Danilo Hondo       | Danilo Hondo          | Paolo Valoti                                                   | Angelo Furlan                | Deutsche Telekom       |
| 2                | Niko Eeckhout      | Ralf Grabsch       | Angelo Furlan         | Paolo Valoti                                                   | Angelo Furlan                | Deutsche Telekom       |
| 3                | Stefano Casagranda | Ralf Grabsch       | Angelo Furlan         | Paolo Valoti                                                   | Angelo Furlan                | Alessio                |
| 4                | Gorik Gardeyn      | Ralf Grabsch       | Angelo Furlan         | Paolo Valoti                                                   | Angelo Furlan                | Alessio                |
| 5                | David Millar       | David Millar       | Jaan Kirsipuu         | Paolo Valoti                                                   | David Millar                 | CSC-Tiscali            |
| 6                | Jaan Kirsipuu      | David Millar       | Jaan Kirsipuu         | Paolo Valoti                                                   | David Millar                 | CSC-Tiscali            |
| Classement final | Classement final   | David Millar       | Jaan Kirsipuu         | Paolo Valoti                                                   | David Millar                 | CSC-Tiscali            |

## Liste des participants
| CSC-Tiscali CST | CSC-Tiscali CST         | CSC-Tiscali CST |
| --------------- | ----------------------- | --------------- |
| Num             | Coureur                 | Pos             |
| 1               | Rolf Sørensen (DEN)     |                 |
| 2               | Laurent Jalabert (FRA)  |                 |
| 3               | Nicolas Jalabert (FRA)  |                 |
| 4               | Michael Blaudzun (DEN)  |                 |
| 5               | Nicolaj Bo Larsen (DEN) |                 |
| 6               | Jakob Piil (DEN)        |                 |
| 7               | Michael Sandstød (DEN)  |                 |
| 8               | Tristan Hoffman (NED)   |                 |

| Mapei-Quick Step MAP | Mapei-Quick Step MAP    | Mapei-Quick Step MAP |
| -------------------- | ----------------------- | -------------------- |
| Num                  | Coureur                 | Pos                  |
| 11                   | Daniele Nardello (ITA)  |                      |
| 12                   | Tom Steels (BEL)        |                      |
| 13                   | Rinaldo Nocentini (ITA) |                      |
| 14                   | Crescenzo D'Amore (ITA) |                      |
| 15                   | Filippo Pozzato (ITA)   |                      |
| 16                   | Giampaolo Cheula (ITA)  |                      |
| 17                   | Graziano Gasparre (ITA) |                      |
| 18                   | David Tani (ITA)        |                      |

| Deutsche Telekom TEL | Deutsche Telekom TEL      | Deutsche Telekom TEL |
| -------------------- | ------------------------- | -------------------- |
| Num                  | Coureur                   | Pos                  |
| 21                   | Rolf Aldag (GER)          |                      |
| 22                   | Robert Bartko (GER)       |                      |
| 23                   | Gian Matteo Fagnini (ITA) |                      |
| 24                   | Ralf Grabsch (GER)        |                      |
| 25                   | Danilo Hondo (GER)        |                      |
| 26                   | Kai Hundertmarck (GER)    |                      |
| 27                   | Andreas Klier (GER)       |                      |
| 28                   | Jan Schaffrath (GER)      |                      |

| Domo-Farm Frites-Latexco DFF | Domo-Farm Frites-Latexco DFF | Domo-Farm Frites-Latexco DFF |
| ---------------------------- | ---------------------------- | ---------------------------- |
| Num                          | Coureur                      | Pos                          |
| 31                           | Servais Knaven (NED)         |                              |
| 32                           | Mario De Clercq (BEL)        |                              |
| 33                           | Glenn Magnusson (SWE)        |                              |
| 34                           | Robbie McEwen (AUS)          |                              |
| 35                           | Piotr Wadecki (POL)          |                              |
| 36                           | Fred Rodriguez (USA)         |                              |
| 37                           | Max van Heeswijk (NED)       |                              |
| 38                           | Karel Vereecke (BEL)         |                              |

| Rabobank RAB | Rabobank RAB              | Rabobank RAB |
| ------------ | ------------------------- | ------------ |
| Num          | Coureur                   | Pos          |
| 41           | Gerben Löwik (NED)        |              |
| 42           | Addy Engels (NED)         |              |
| 43           | Steven de Jongh (NED)     |              |
| 44           | Sven Nys (BEL)            |              |
| 45           | Richard Groenendaal (NED) |              |
| 46           | Coen Boerman (NED)        |              |
| 47           | Marcel Duijn (NED)        |              |
| 48           | Matthé Pronk (NED)        |              |

| Liquigas-Pata ___ | Liquigas-Pata ___        | Liquigas-Pata ___ |
| ----------------- | ------------------------ | ----------------- |
| Num               | Coureur                  | Pos               |
| 51                | Davide Rebellin (ITA)    |                   |
| 52                | Serhiy Honchar (UKR)     |                   |
| 53                | Marco Zanotti (ITA)      |                   |
| 54                | Denis Zanette (ITA)      |                   |
| 55                | Cristian Salvato (ITA)   |                   |
| 56                | Mirko Marini (ITA)       |                   |
| 57                | Giancarlo Raimondi (ITA) |                   |
| 58                | Daniele Contrini (ITA)   |                   |

| Lotto-Adecco ___ | Lotto-Adecco ___        | Lotto-Adecco ___ |
| ---------------- | ----------------------- | ---------------- |
| Num              | Coureur                 | Pos              |
| 61               | Rik Verbrugghe (BEL)    |                  |
| 62               | Jeroen Blijlevens (NED) |                  |
| 63               | Ief Verbrugghe (BEL)    |                  |
| 64               | Fabien De Waele (BEL)   |                  |
| 65               | Niko Eeckhout (BEL)     |                  |
| 66               | Hendrik Van Dijck (BEL) |                  |
| 67               | Paul Van Hyfte (BEL)    |                  |
| 68               | Gorik Gardeyn (BEL)     |                  |

| Cofidis-Le Crédit par Téléphone COF | Cofidis-Le Crédit par Téléphone COF | Cofidis-Le Crédit par Téléphone COF |
| ----------------------------------- | ----------------------------------- | ----------------------------------- |
| Num                                 | Coureur                             | Pos                                 |
| 71                                  | David Millar (GBR)                  |                                     |
| 72                                  | Claude Lamour (FRA)                 |                                     |
| 73                                  | Robert Hayles (GBR)                 |                                     |
| 74                                  | Tom Flammang (LUX)                  |                                     |
| 75                                  | Yoann Le Boulanger (FRA)            |                                     |
| 76                                  | David Lefèvre (FRA)                 |                                     |
| 77                                  | Laurent Lefèvre (FRA)               |                                     |
| 78                                  | Janek Tombak (EST)                  |                                     |

| Team Coast-Buffalo COA | Team Coast-Buffalo COA          | Team Coast-Buffalo COA |
| ---------------------- | ------------------------------- | ---------------------- |
| Num                    | Coureur                         | Pos                    |
| 81                     | Alex Zülle (SUI)                |                        |
| 82                     | Lars Michaelsen (DEN)           |                        |
| 83                     | Frank Høj (DEN)                 |                        |
| 84                     | Christoph von Kleinsorgen (GER) |                        |
| 85                     | Stefan Adamsson (SWE)           |                        |
| 86                     | Daniel Becke (GER)              |                        |
| 87                     | Michael Giebelmann (GER)        |                        |
| 88                     | Dirk Ronellenfitsch (GER)       |                        |

| Alessio ALS | Alessio ALS              | Alessio ALS |
| ----------- | ------------------------ | ----------- |
| Num         | Coureur                  | Pos         |
| 91          | Davide Casarotto (ITA)   |             |
| 92          | Martin Hvastija (SLO)    |             |
| 93          | Angelo Furlan (ITA)      |             |
| 94          | Stefano Casagranda (ITA) |             |
| 95          | Endrio Leoni (ITA)       |             |
| 96          | Flavio Zandarin (ITA)    |             |
| 97          | Alberto Vinale (ITA)     |             |
| 98          | Paolo Valoti (ITA)       |             |

| AG2R Prévoyance A2R | AG2R Prévoyance A2R    | AG2R Prévoyance A2R |
| ------------------- | ---------------------- | ------------------- |
| Num                 | Coureur                | Pos                 |
| 101                 | Jaan Kirsipuu (EST)    |                     |
| 102                 | Artūras Kasputis (LTU) |                     |
| 103                 | Lauri Aus (EST)        |                     |
| 104                 | Linas Balčiūnas (LTU)  |                     |
| 105                 | Ludovic Capelle (BEL)  |                     |
| 106                 | Laurent Estadieu (FRA) |                     |
| 107                 | Innar Mändoja (EST)    |                     |
| 108                 | Nicolas Inaudi (FRA)   |                     |

| Bonjour BJR | Bonjour BJR                | Bonjour BJR |
| ----------- | -------------------------- | ----------- |
| Num         | Coureur                    | Pos         |
| 111         | Olivier Perraudeau (FRA)   |             |
| 112         | Jean-Cyril Robin (FRA)     |             |
| 113         | François Simon (FRA)       |             |
| 114         | Damien Nazon (FRA)         |             |
| 115         | Walter Bénéteau (FRA)      |             |
| 116         | Pascal Deramé (FRA)        |             |
| 117         | Charles Guilbert (FRA)     |             |
| 118         | Frédéric Mainguenaud (FRA) |             |

| Phonak Hearing Systems PHO | Phonak Hearing Systems PHO | Phonak Hearing Systems PHO |
| -------------------------- | -------------------------- | -------------------------- |
| Num                        | Coureur                    | Pos                        |
| 121                        | Michael Reihs (DEN)        |                            |
| 122                        | Roger Beuchat (SUI)        |                            |
| 123                        | Matthias Buxhofer (AUT)    |                            |
| 124                        | David Derepas (FRA)        |                            |
| 125                        | Bert Grabsch (GER)         |                            |
| 126                        | Aliaksandr Usau (BLR)      |                            |
| 127                        | Uwe Straumann (SUI)        |                            |

| Fakta FAK | Fakta FAK               | Fakta FAK |
| --------- | ----------------------- | --------- |
| Num       | Coureur                 | Pos       |
| 131       | Scott Sunderland (AUS)  |           |
| 132       | Kurt Asle Arvesen (NOR) |           |
| 133       | Jørge Bo Petersen       |           |
| 134       | Bjørnar Vestøl (NOR)    |           |
| 135       | Marcus Ljungqvist (SWE) |           |
| 136       | Roberto Lochowski (GER) |           |
| 137       | Morten Sonne            |           |
| 138       | Michael Skelde (DEN)    |           |

| Glud & Marstrand Horsens GLU | Glud & Marstrand Horsens GLU | Glud & Marstrand Horsens GLU |
| ---------------------------- | ---------------------------- | ---------------------------- |
| Num                          | Coureur                      | Pos                          |
| 141                          | Dennis Rasmussen (DEN)       |                              |
| 142                          | Gøran Jensen                 |                              |
| 143                          | Morten Pedersen              |                              |
| 144                          | Brian Larsen                 |                              |
| 145                          | Arv Hvam                     |                              |
| 146                          | Michael Larsen               |                              |
| 147                          | Jacob Nielsen (DEN)          |                              |
| 148                          | Morten Christiansen (NOR)    |                              |

| Danemark DEN | Danemark DEN         | Danemark DEN |
| ------------ | -------------------- | ------------ |
| Num          | Coureur              | Pos          |
| 151          | Jimmi Madsen         |              |
| 152          | Jakob Andersen       |              |
| 153          | Nikolaj Kjærgaard    |              |
| 154          | Ari Højgaard Jensen  |              |
| 155          | Jimmy Hansen         |              |
| 156          | Lasse Siggaard       |              |
| 157          | Thomas Bruun Eriksen |              |
| 158          | Lars Bak             |              |

| CSC-Tiscali CST | CSC-Tiscali CST         | CSC-Tiscali CST |
| --------------- | ----------------------- | --------------- |
| Num             | Coureur                 | Pos             |
| 1               | Rolf Sørensen (DEN)     |                 |
| 2               | Laurent Jalabert (FRA)  |                 |
| 3               | Nicolas Jalabert (FRA)  |                 |
| 4               | Michael Blaudzun (DEN)  |                 |
| 5               | Nicolaj Bo Larsen (DEN) |                 |
| 6               | Jakob Piil (DEN)        |                 |
| 7               | Michael Sandstød (DEN)  |                 |
| 8               | Tristan Hoffman (NED)   |                 |

| Mapei-Quick Step MAP | Mapei-Quick Step MAP    | Mapei-Quick Step MAP |
| -------------------- | ----------------------- | -------------------- |
| Num                  | Coureur                 | Pos                  |
| 11                   | Daniele Nardello (ITA)  |                      |
| 12                   | Tom Steels (BEL)        |                      |
| 13                   | Rinaldo Nocentini (ITA) |                      |
| 14                   | Crescenzo D'Amore (ITA) |                      |
| 15                   | Filippo Pozzato (ITA)   |                      |
| 16                   | Giampaolo Cheula (ITA)  |                      |
| 17                   | Graziano Gasparre (ITA) |                      |
| 18                   | David Tani (ITA)        |                      |

| Deutsche Telekom TEL | Deutsche Telekom TEL      | Deutsche Telekom TEL |
| -------------------- | ------------------------- | -------------------- |
| Num                  | Coureur                   | Pos                  |
| 21                   | Rolf Aldag (GER)          |                      |
| 22                   | Robert Bartko (GER)       |                      |
| 23                   | Gian Matteo Fagnini (ITA) |                      |
| 24                   | Ralf Grabsch (GER)        |                      |
| 25                   | Danilo Hondo (GER)        |                      |
| 26                   | Kai Hundertmarck (GER)    |                      |
| 27                   | Andreas Klier (GER)       |                      |
| 28                   | Jan Schaffrath (GER)      |                      |

| Domo-Farm Frites-Latexco DFF | Domo-Farm Frites-Latexco DFF | Domo-Farm Frites-Latexco DFF |
| ---------------------------- | ---------------------------- | ---------------------------- |
| Num                          | Coureur                      | Pos                          |
| 31                           | Servais Knaven (NED)         |                              |
| 32                           | Mario De Clercq (BEL)        |                              |
| 33                           | Glenn Magnusson (SWE)        |                              |
| 34                           | Robbie McEwen (AUS)          |                              |
| 35                           | Piotr Wadecki (POL)          |                              |
| 36                           | Fred Rodriguez (USA)         |                              |
| 37                           | Max van Heeswijk (NED)       |                              |
| 38                           | Karel Vereecke (BEL)         |                              |

| Rabobank RAB | Rabobank RAB              | Rabobank RAB |
| ------------ | ------------------------- | ------------ |
| Num          | Coureur                   | Pos          |
| 41           | Gerben Löwik (NED)        |              |
| 42           | Addy Engels (NED)         |              |
| 43           | Steven de Jongh (NED)     |              |
| 44           | Sven Nys (BEL)            |              |
| 45           | Richard Groenendaal (NED) |              |
| 46           | Coen Boerman (NED)        |              |
| 47           | Marcel Duijn (NED)        |              |
| 48           | Matthé Pronk (NED)        |              |

| Liquigas-Pata ___ | Liquigas-Pata ___        | Liquigas-Pata ___ |
| ----------------- | ------------------------ | ----------------- |
| Num               | Coureur                  | Pos               |
| 51                | Davide Rebellin (ITA)    |                   |
| 52                | Serhiy Honchar (UKR)     |                   |
| 53                | Marco Zanotti (ITA)      |                   |
| 54                | Denis Zanette (ITA)      |                   |
| 55                | Cristian Salvato (ITA)   |                   |
| 56                | Mirko Marini (ITA)       |                   |
| 57                | Giancarlo Raimondi (ITA) |                   |
| 58                | Daniele Contrini (ITA)   |                   |

| Lotto-Adecco ___ | Lotto-Adecco ___        | Lotto-Adecco ___ |
| ---------------- | ----------------------- | ---------------- |
| Num              | Coureur                 | Pos              |
| 61               | Rik Verbrugghe (BEL)    |                  |
| 62               | Jeroen Blijlevens (NED) |                  |
| 63               | Ief Verbrugghe (BEL)    |                  |
| 64               | Fabien De Waele (BEL)   |                  |
| 65               | Niko Eeckhout (BEL)     |                  |
| 66               | Hendrik Van Dijck (BEL) |                  |
| 67               | Paul Van Hyfte (BEL)    |                  |
| 68               | Gorik Gardeyn (BEL)     |                  |

| Cofidis-Le Crédit par Téléphone COF | Cofidis-Le Crédit par Téléphone COF | Cofidis-Le Crédit par Téléphone COF |
| ----------------------------------- | ----------------------------------- | ----------------------------------- |
| Num                                 | Coureur                             | Pos                                 |
| 71                                  | David Millar (GBR)                  |                                     |
| 72                                  | Claude Lamour (FRA)                 |                                     |
| 73                                  | Robert Hayles (GBR)                 |                                     |
| 74                                  | Tom Flammang (LUX)                  |                                     |
| 75                                  | Yoann Le Boulanger (FRA)            |                                     |
| 76                                  | David Lefèvre (FRA)                 |                                     |
| 77                                  | Laurent Lefèvre (FRA)               |                                     |
| 78                                  | Janek Tombak (EST)                  |                                     |

| Team Coast-Buffalo COA | Team Coast-Buffalo COA          | Team Coast-Buffalo COA |
| ---------------------- | ------------------------------- | ---------------------- |
| Num                    | Coureur                         | Pos                    |
| 81                     | Alex Zülle (SUI)                |                        |
| 82                     | Lars Michaelsen (DEN)           |                        |
| 83                     | Frank Høj (DEN)                 |                        |
| 84                     | Christoph von Kleinsorgen (GER) |                        |
| 85                     | Stefan Adamsson (SWE)           |                        |
| 86                     | Daniel Becke (GER)              |                        |
| 87                     | Michael Giebelmann (GER)        |                        |
| 88                     | Dirk Ronellenfitsch (GER)       |                        |

| Alessio ALS | Alessio ALS              | Alessio ALS |
| ----------- | ------------------------ | ----------- |
| Num         | Coureur                  | Pos         |
| 91          | Davide Casarotto (ITA)   |             |
| 92          | Martin Hvastija (SLO)    |             |
| 93          | Angelo Furlan (ITA)      |             |
| 94          | Stefano Casagranda (ITA) |             |
| 95          | Endrio Leoni (ITA)       |             |
| 96          | Flavio Zandarin (ITA)    |             |
| 97          | Alberto Vinale (ITA)     |             |
| 98          | Paolo Valoti (ITA)       |             |

| AG2R Prévoyance A2R | AG2R Prévoyance A2R    | AG2R Prévoyance A2R |
| ------------------- | ---------------------- | ------------------- |
| Num                 | Coureur                | Pos                 |
| 101                 | Jaan Kirsipuu (EST)    |                     |
| 102                 | Artūras Kasputis (LTU) |                     |
| 103                 | Lauri Aus (EST)        |                     |
| 104                 | Linas Balčiūnas (LTU)  |                     |
| 105                 | Ludovic Capelle (BEL)  |                     |
| 106                 | Laurent Estadieu (FRA) |                     |
| 107                 | Innar Mändoja (EST)    |                     |
| 108                 | Nicolas Inaudi (FRA)   |                     |

| Bonjour BJR | Bonjour BJR                | Bonjour BJR |
| ----------- | -------------------------- | ----------- |
| Num         | Coureur                    | Pos         |
| 111         | Olivier Perraudeau (FRA)   |             |
| 112         | Jean-Cyril Robin (FRA)     |             |
| 113         | François Simon (FRA)       |             |
| 114         | Damien Nazon (FRA)         |             |
| 115         | Walter Bénéteau (FRA)      |             |
| 116         | Pascal Deramé (FRA)        |             |
| 117         | Charles Guilbert (FRA)     |             |
| 118         | Frédéric Mainguenaud (FRA) |             |

| Phonak Hearing Systems PHO | Phonak Hearing Systems PHO | Phonak Hearing Systems PHO |
| -------------------------- | -------------------------- | -------------------------- |
| Num                        | Coureur                    | Pos                        |
| 121                        | Michael Reihs (DEN)        |                            |
| 122                        | Roger Beuchat (SUI)        |                            |
| 123                        | Matthias Buxhofer (AUT)    |                            |
| 124                        | David Derepas (FRA)        |                            |
| 125                        | Bert Grabsch (GER)         |                            |
| 126                        | Aliaksandr Usau (BLR)      |                            |
| 127                        | Uwe Straumann (SUI)        |                            |

| Fakta FAK | Fakta FAK               | Fakta FAK |
| --------- | ----------------------- | --------- |
| Num       | Coureur                 | Pos       |
| 131       | Scott Sunderland (AUS)  |           |
| 132       | Kurt Asle Arvesen (NOR) |           |
| 133       | Jørge Bo Petersen       |           |
| 134       | Bjørnar Vestøl (NOR)    |           |
| 135       | Marcus Ljungqvist (SWE) |           |
| 136       | Roberto Lochowski (GER) |           |
| 137       | Morten Sonne            |           |
| 138       | Michael Skelde (DEN)    |           |

| Glud & Marstrand Horsens GLU | Glud & Marstrand Horsens GLU | Glud & Marstrand Horsens GLU |
| ---------------------------- | ---------------------------- | ---------------------------- |
| Num                          | Coureur                      | Pos                          |
| 141                          | Dennis Rasmussen (DEN)       |                              |
| 142                          | Gøran Jensen                 |                              |
| 143                          | Morten Pedersen              |                              |
| 144                          | Brian Larsen                 |                              |
| 145                          | Arv Hvam                     |                              |
| 146                          | Michael Larsen               |                              |
| 147                          | Jacob Nielsen (DEN)          |                              |
| 148                          | Morten Christiansen (NOR)    |                              |

| Danemark DEN | Danemark DEN         | Danemark DEN |
| ------------ | -------------------- | ------------ |
| Num          | Coureur              | Pos          |
| 151          | Jimmi Madsen         |              |
| 152          | Jakob Andersen       |              |
| 153          | Nikolaj Kjærgaard    |              |
| 154          | Ari Højgaard Jensen  |              |
| 155          | Jimmy Hansen         |              |
| 156          | Lasse Siggaard       |              |
| 157          | Thomas Bruun Eriksen |              |
| 158          | Lars Bak             |              |